# 245417 Rostand
245417 Rostand este o planetă minoră (asteroid), cu un diametru de 1,476 km, din centura de asteroizi. A fost descoperită pe 9 mai 2005 la Saint-Sulpice de Bernard Christophe⁠(d). 
Obiectul prezintă o orbită caracterizată de o semiaxă mare de 2,5774624423915 UAi, o excentricitate de 0,21, o înclinație de 13,7 ° în raport cu ecliptica.